# Cal Soldevila
|  | Per a altres significats, vegeu «Cal Soldevila (Montmajor)». |

La Masia Soldevila és un mas del segle xiv al terme municipal de Sallent (Bages) catalogat a l'Inventari del Patrimoni Arquitectònic de Catalunya. L'accés de la masia es troba a la part nord. Hi ha una planta baixa, dos pisos i golfes. El primer i el segon són utilitzats com a habitatges avui. Sobresurt de la teulada una torre per donar llum a l'interior. Destaquen un gran nombre d'obertures de diferents dimensions.